# 井関博文
井関 博文（いせき ひろふみ、1947年9月30日 - ）は、日本の実業家。OKK代表取締役社長や、同社取締役会長、山善取締役等を歴任した。

## 人物・経歴
京都府出身。1972年関西学院大学法学部卒業、大和銀行に入行。大和銀行常勤監査役、りそな銀行取締役監査委員、りそな銀行常勤監査役を経て、2006年OKK常勤監査役に就任。2010年OKK取締役専務執行役員。同年からOKK代表取締役社長を務め、伊丹市本社の主力工場建て替えなどにあたり、2015年にOKK取締役会長に退いた。2016年OKK相談役。2018年山善取締役。